# Theda Perdue
Theda Perdue (* 2. April 1949 in McRae, Georgia) ist eine US-amerikanische Historikerin.

## Leben
Die Tochter von Howard und Ouida Perdue erwarb an der Mercer University den A.B. 1972 und an der University of Georgia den M.A. 1974 (Slavery and the evolution of Cherokee society, 1540–1838) und den Ph.D. (Slavery and the evolution of Cherokee society 1540–1866) 1976. Sie lehrte an der University of North Carolina at Chapel Hill (Professorin 1998–2003, Atlanta Distinguished Term Professor of history seit 2003).
Ihre Forschung konzentriert sich auf die amerikanischen Indianer, insbesondere die Ureinwohner im Südosten der Vereinigten Staaten.

## Schriften (Auswahl)
- mit Michael D. Green: The Cherokee removal. A brief history with documents. Boston 1995, ISBN 0-312-12254-3.
- mit Michael D. Green: The Columbia guide to American Indians of the Southeast. New York 2001, ISBN 0-231-11571-7.
- mit Michael D. Green: The Cherokee nation and the Trail of Tears. New York 2007, ISBN 978-0-670-03150-4.
- mit Michael D. Green: Die Indianer Nordamerikas. Stuttgart 2013, ISBN 3-15-019026-6.